# 아리고 사키
아리고 사키(이탈리아어: Arrigo Sacchi, 1946년 4월 1일, 에밀리아-로마냐 주 푸시냐노 ~)는 이탈리아의 전 축구 감독이다. 역대 최고의 감독 중 한 명으로 여겨지며, 그가 이끌었던 밀란은 역대 최고의 팀 중 하나로 손꼽힌다.
그는 두 차례 밀란을 이끌고(1987–1991, 1996–1997) 큰 성공을 거두었다. 그는 세리에 A를 밀란 1년차에 우승하고 뒤이어 유러피언컵을 1989년과 1990년에 연달아 우승했다. 1991년부터 1996년까지, 그는 이탈리아 국가대표팀 감독을 맡아 1994년 월드컵에서 결승전까지 올랐지만, 승부차기 끝에 브라질에 패했다.
사키는 프로 선수로 활동한 경력이 없고, 대체로 구두상으로 일했었다. 그로 인해 그의 자격에 의문을 제기했을 때 다음의 명언으로 응수했다: "기수가 되기 위해서 말이 될 필요는 없다." 사키는 또한 "축구는 인생에서 가장 중요치 않은 일들 중 가장 중요한 부분이다."라는 발언도 한 것으로 회자된다.

## 경력

### 초기 경력
사키는 청년기까지 부다페스트 혼베드, 레알 마드리드, 브라질 그리고 네덜란드를 비롯한 공격 축구를 보며 보냈다. 그는 인근 바라카 루고에서 선수로서의 능력이 부족했기에 감독으로서 축구계 경력에 첫 걸을 떼었다. 그는 감독일을 시작하면서 "당시 저는 26세였는데, 휘하의 골키퍼는 39세였고, 중앙 공격수는 32세였습니다. 제가 선수단을 휘어잡기에는 버거웠습니다"라고 당시 애로사항을 회고했다. 그는 이후 벨라리아를 거쳐 당시 세리에 B에 속해 있던 체세나의 유소년부 지휘봉을 잡았다. 그는 이어서 당시 세리에 C1에 있던 리미니를 이끌고 우승에 근접하기도 했다.
그는 피올렌티나 유소년부 감독으로서 대도약을 이루어냈다. 그는 유소년부에서 큰 성과를 올리고 당시 세리에 C1에 속해 있던 파르마의 관심을 끌었다. 그는 1년차에 파르마의 승격을 이룩했고, 이듬해에는 세리에 A 승격권까지 승점 3점차로 추격했다. 그러나, 당시 파르마가 올린 가장 큰 성과는 [[코파 이탈리아에서 났는데, 조별 리그에서 밀란을 1-0으로 이겼고, 첫 토너먼트전에서 최종적으로 1-0으로 이겨 다음 회전에 진출했다. 이 경기에서의 성과로 사키 감독은 밀란 구단주 실비오 베를루스코니의 관심을 끌었고, 베를루스코니는 결국 사키를 차기 감독으로 낙점했다.

### 밀란
밀란 감독으로서, 사키는 신임도에 의문이 제기되었다. 언론은 선수 시절 자질이 없던 그가 성공적인 감독이 될 수 없을 것이라 주장했고, 아마추어 선수로도 활약한 경력이 있는 베를루스코니조차도 사키보다 선수로서의 소질이 있었다고 보았다. 사키는 의문에 "기수가 되기 위해서 말이 될 필요는 없다"라며 재치있게 답했다. 사키는 산 시로에서의 1년차에 바로 성공 시대를 열었는데, 1년차에 세리에 A 정상에 올랐고, 이어서 같은 해 수페르코파 이탈리아나도 석권했다.
사키는 뒤이어 유러피언컵을 2회 연속 제패하며 성공가도를 이어나갔다. 사키의 성공을 뒷받침한 원동력으로는 당시 입단한 네덜란드인 3인방인 마르코 판 바스턴, 뤼트 휠릿, 그리고 프랑크 레이카르트를 들 수 있었다. 그러나, 그들 외에도 로베르토 도나도니와 같은 훌륭한 선수와 프란코 바레시, 알레산드로 코스타쿠르타, 마우로 타소티, 그리고 파올로 말디니 같은 단단한 4인 수비도 그의 성공을 뒷받침했다.
1989년에 첫 유러피언컵을 우승할 당시 결승전 상대는 스테아우아 부쿠레슈티였는데, 밀란이 당시 루마니아 구단을 4-0으로 완파했다. 휠릿과 판 바스턴이 나란히 2골씩 넣으며, 밀란의 20년 만의 처음이자 통산 3번째 유러피언컵 우승에 공헌했다. 결승전으로 가는 길목에 밀란은 준결승전에서 레알 마드리드를 합계 6-1로 제압했고, 당시 이 경기 결과에 유럽 최고 구단의 곤룡포를 넘기는 것에 비유했다. 앞서 베르더 브레멘과의 8강전은 접전이었다. 이 경기에서 밀란은 판 바스턴의 페널티 결승골에 힘입어 1-0으로 아슬아슬하게 통과했다. 2라운드 경기 결과는 논란의 대상이었다. 악질적인 반칙으로 턱이 부러진 채 의식없이 쓰러진 도나도니는 츠르베나 즈베즈다 의료진의 빠른 판단으로 산소 마스크로 호흡을 유도해 간신히 연명할 수 있었다. 1차전은 1-1 무승부로 끝난 후, 2차전은 64분에 짙은 안개로 경기가 중단된 후(당시 밀란이 0-1로 밀렸다) 이튿날 재개되었다. 밀란은 결국 이 경기에서 승부차기로 다음 라운드에 진출했다.
그 다음 시즌인 1989-90 시즌에는 선수진이 이전 시즌보다 막강하지는 않았지만, 다시 유럽 정상에 섰다. 헬싱키, 레알 마드리드, 그리고 메헬렌을 연파한 밀란은 준결승전에서 독일 거함 바이에른 뮌헨을 원정 다득점으로 따돌리고 결승에 안착했다. 네덜란드 선수들이 이번 결승전에도 맹활약했는데, 프랑크 레이카르트가 판 바스턴의 도움을 받아 스벤-예란 에릭손이 이끄는 벤피카를 꺾었다. 이번 결승전 승리로, 밀란은 1980년 이래 10년 만에 처음으로 유럽 정상을 지킨 선수단으로 역사에 이름을 올렸고, 27년이 지나서야 레알 마드리드가 이 업적을 재현했다. 사키는 유러피언 슈퍼컵과 인터콘티넨털컵도 1989년과 1990년에 연달아 석권했고, 코파 이탈리아는 1989-90 시즌에 결승에 올랐지만, 유벤투스에 패해 준우승에 만족했다. 이듬해 유러피언컵에서는 나중에 준우승을 차지한 마르세유와의 8강전에서 패퇴했고, 세리에 A는 삼프도리아에 밀려 준우승으로 마감했으며, 코파 이탈리아는 나중에 정상에 오르는 로마와의 준결승전에서 패했다. 이 시즌은 사키가 적흑 군단(i Rossoneri)과 동행한 마지막 시즌이었다.

### 이탈리아 국가대표팀
1991년 11월, 사키는 아첼리오 비치니의 후임으로 이탈리아 국가대표팀 사령탑에 취임했다. 사키는 밀란 선수들을 중심으로 이탈리아 국가대표 선수단을 꾸렸는데, 특히 수비진의 중심으로는 파올로 말디니와 프란코 바레시가 섰다. 공격진에는 상징적인 돌격대장이자 1993년 발롱도르 수상자인 유벤투스의 로베르토 바조가 배치되었다. 사키호의 푸른 군단(Azzuri) 선수진에서 충격적으로 배제된 인사들 중에는 잔루카 비알리, 로베르토 만치니, 주세페 베르고미, 그리고 발테르 젱가 등을 들 수 있었다.
사키는 이탈리아를 이끌고 1994년 월드컵 예선전을 통과했다. 우승 후보로 거론되지는 않던 이탈리아는 아일랜드와의 1차전에서 0-1로 패하며 초장부터 삐걱거렸으나, 기여코 (1982년 이래 처음으로) 결승전까지 올랐고, 브라질을 상대로 사상 첫 월드컵 결승전 승부차기를 벌여 석패했다. 사키 감독의 임기에 이탈리아는 유로 1996 본선에도 올랐지만, 나중에 결승에 오르는 두 나라 독일과 체코에 밀리며 조별 리그를 넘지 못했다.

### 이후 감독 및 행정가로서의 행보
국가대표팀 지휘봉을 내려놓은 사키는 1996년 12월에 오스카르 타바레스의 후임으로 밀란에 복귀했다. 그러나, 밀란 2기에 성공을 재현하지 못했고, 밀란은 그 해 리그에서 11위의 초라한 성적을 거두었고, 나중에 우승을 차지한 유벤투스에는 안방에서 1-6의 세리에 A 역사상 최악의 참패를 당하는 굴욕을 맛보았다.
사키는 적흑 군단(Rossoneri) 지휘봉을 내려놓고 쉬다가 1998년에 아틀레티코 마드리드의 감독이 되어 스페인 라 리가 구단을 잠깐 이끌었지만, 소속 구단이 하위권을 전전하는 가운데 3월에 사표를 제출했다. 그는 2001년에 파르마로 복귀해 알베르토 말레사니를 대신했지만, 얼마 지나지 않아 성적 부진으로 결별했고, 그의 후임으로 렌초 울리비에리가 바통을 이어받았다. 그는 이후 마드리드를 다시 밟았는데, 2004-05 시즌에 레알 마드리드의 단장으로 산티아고 베르나베우에 출현했다.

## 감독 방식, 후평, 및 영향
"푸시냐노의 예언가"로 수식되는 사키는 역대 최고의 감독으로 손꼽힌다. 그는 유동적이면서도 조직적인 공격형 4-4-2 전술을 지향하며, 당대 엘레니오 에레라의 빗장 전법(Catenaccio)가 큰 영향을 끼쳐 강한 수비축구를 지향하던 이탈리아 축구에서 대세로 자리잡은, 최후방 수비수 기용 방식을 탈피했다. 사키는 수비 전술로 전임 닐스 리드홀름이 기존에 도입한 지역 방어 체계를 채택해 수비적으로 안정을 주고, 최소한의 실점만을 허용했다. 물론 수비 4인방이었던 말디니, 바레시, 코스타쿠르타, 그리고 타소티 모두 밀란과 이탈리아 국가대표팀의 수비 기반을 이룩해 역대 최고로 손꼽히는 수비진을 구축했다.
사키는 네덜란드식 토탈 풋볼을 지향하며, 신예 선수들이 공이 있건 없건 특정 영역의 전문가로 기용되기보다는 모든 영역에 골고루 배양될 필요가 있다고 주장했다. 그는 모든 선수들이 동등하게 대우되어야 한다는 신념의 강력한 신봉자였고, 한때 "한 선수단을 구축하기 위해 같은 말을 하며 함께 뛸 선수를 들여야 합니다. 혼자서 이룩할 수 있는 것은 없고, 설령 그렇다 한들, 오래 가지 못할 것입니다. 저는 미켈란젤로가 말한 바를 전해줍니다: '손동작은 정신으로부터 나온다'"<
"라고 밝혔다. 선수단을 조율하기 위해 사키는 "그림자 연극" 훈련방식을 도입했는데, 선수단은 공 없이 경기를 가장하여 훈련했다. 감독으로서 그는 논란을 야기했는데, 엄격하고 혹독한 규정을 선수단에 적용한 것으로 알려져 있는데, 그로서 그의 선수단은 절제와 직업 의식을 함양할 수 있었다. 사키는 털털하고, 고집스럽고, 세심하면서, 세세한 부분을 꼼꼼히 보는 모습으로도 회자되는데, 이로서 전술적 해법을 찾고, 전술적 전개를 완벽히 수행하여 선수단은 실전 경기에서 훈련 사항을 기억하고 원하는 바를 시행했다.
사키는 혁신가로도 수식되는데, 그의 선수단에 전방 압박, 오프사이드 함정, 공수 간격 25m 이하의 높은 수비선을 유행케 했다. 그의 압박 전술을 성공적으로 재현한 감독으로는 포르투의 조제 모리뉴, 페프 과르디올라의 바르셀로나, 위르겐 클로프의 도르트문트, 그리고 유프 하인케스의 바이에른 뮌헨을 들 수 있다. 그의 밀란 후임 파비오 카펠로도 사키의 전술을 이어받아 5년 동안 작은 방패(Scudetti) 4개를 따냈고, 1993-94 시즌에는 챔피언스리그도 석권했다. 스페인의 라파엘 베니테스는 발렌시아 소속으로 UEFA컵과 라 리가를, 리버풀 소속으로 챔피언스리그와 FA컵을, 인테르나치오날레 소속으로 클럽 월드컵을, 그리고 첼시 소속으로 유로파리그를 우승하고 "근 50년 동안 축구의 혁명을 가져온 감독"인 사키가 자신의 본보기 대상이라고 밝혔다.

## 경력 통계
| 구단                | 취임        | 해임        | 기록 | 기록 | 기록 | 기록 | 기록 | 기록 | 기록 | 기록  |
| 구단                | 취임        | 해임        | 전   | 승   | 무   | 패   | 득   | 실   | 차   | 율 %  |
| ------------------- | ----------- | ----------- | ---- | ---- | ---- | ---- | ---- | ---- | ---- | ----- |
| 리미니              | 1982년      | 1983년      | 43   | 15   | 13   | 15   | 39   | 39   | 0    | 34.88 |
| 리미니              | 1984년      | 1985년      | 42   | 15   | 19   | 8    | 46   | 36   | +10  | 35.71 |
| 파르마              | 1985년 6월  | 1987년 7월  | 88   | 34   | 38   | 16   | 80   | 46   | +34  | 38.64 |
| 밀란                | 1987년 7월  | 1991년 6월  | 196  | 109  | 58   | 29   | 307  | 114  | +193 | 55.61 |
| 이탈리아 국가대표팀 | 1991년 6월  | 1996년 11월 | 53   | 34   | 11   | 8    | 90   | 35   | +55  | 64.15 |
| 밀란                | 1996년 12월 | 1997년 6월  | 25   | 7    | 7    | 11   | 29   | 36   | −7   | 28.00 |
| 아틀레티코 마드리드 | 1998년 6월  | 1999년 2월  | 30   | 15   | 5    | 10   | 52   | 32   | +20  | 50.00 |
| 파르마              | 2001년 1월  | 2001년 1월  | 3    | 1    | 2    | 0    | 4    | 2    | +2   | 33.33 |
| 합계                | 합계        | 합계        | 480  | 230  | 153  | 97   | 647  | 340  | +307 | 47.92 |

## 수상

#### 파르마 칼초 1913[8]
- 세리에 C1 : 1985–86

#### AC 밀란[33]
- 세리에 A : 1987–88
- 수페르코파 이탈리아나 : 1988
- 유러피언컵 : 1988–89, 1989–90
- 유러피언 슈퍼컵 : 1989, 1990
- 인터콘티넨털컵 : 1989, 1990

### 이탈리아[2]
- FIFA 월드컵 : 준우승 (1994)

### 개인
- 황금 파종자상: 1988, 1989
- 월드 사커 시상식 올해의 감독: 1989[34]
- 역대 최고 감독 - 5인[35] 및 프랑스 풋볼, 월드 사커, 그리고 ESPN 역대 최고 감독 상위 10인 등재
  - 프랑스 풋볼 3위: 2019[36]
  - 월드 사커 6위: 2013[37][38]
  - ESPN 6위: 2013[39]
- 유럽 올해의 감독(제프 헤어베어거 상): 1989
- 유럽 이번 시즌의 감독: 1989–90
- 이탈리아 축구 명예의 전당: 2011[40]
- UEFA 회장상: 2022